# Tram-train Mulhouse Vallée de la Thur
Le tram-train Mulhouse Vallée de la Thur est une ligne exploitée conjointement par Soléa et la SNCF, reliant Mulhouse à Thann. La mise en service a eu lieu le 12 décembre 2010, en même temps que l'ouverture de la ligne 3 du tramway de Mulhouse, dont elle emprunte les voies de la station  Gare Centrale de Mulhouse à la station Lutterbach. Ensuite, elle utilise les voies de la ligne ferroviaire de Lutterbach à Kruth jusqu'à la station Thann-Saint-Jacques. La section en milieu urbain appartient à Mulhouse Alsace Agglomération, le reste de la ligne fait partie du réseau ferré national, propriété de SNCF Réseau.
Pour des raisons financières, la ligne ferroviaire de Lutterbach à Kruth n'a été électrifiée que de Lutterbach à Thann Saint-Jacques qui est donc le terminus actuel du tram-train. Le reste de la ligne ferroviaire est desservi par des autorails diésel TER Alsace (notamment des rames AGC). De ce fait, s'il a permis une importante hausse du trafic ferroviaire entre Mulhouse et Thann (+ 64 % entre 2011 et 2019), cette dernière s'est en revanche accompagnée d'une stagnation du trafic sur la portion du réseau SNCF située entre Thann et Kruth. Il est prévu à une date indéterminée d'électrifier la partie actuellement non-électrifiée permettant ainsi de faire aboutir le tram-train jusqu'au bout de la ligne ferroviaire à Kruth.
Il s'agit du premier véritable tram-train interconnecté en France, c'est-à-dire avec des rames circulant aussi bien sur un réseau de tramway urbain que sur le réseau ferré national, cohabitant avec la circulation de trains classiques.

## Histoire
La section ci-présente est un résumé des principales dates de l'histoire de la ligne, l'ensemble du réseau actuel ayant été conçu et construit en même temps.
La déclaration d'utilité publique du tram-train est attribuée le 11 octobre 2004 et le matériel roulant, ainsi que les marchés publics pour l'attribution des travaux, sont passés en 2006.
Le principe de limiter la ligne à Thann dans un premier temps est pris en novembre 2005. Les travaux débutent en juillet 2007 avec la démolition du tunnel de Thann. La construction des ouvrages d'art et le terrassement des nouvelles voies, ainsi que le déplacement de la gare de Thann-Saint-Jacques, ont lieu de 2008 à 2010.
La pose de la voie nouvelle et l'électrification de la voie existante a lieu en 2009, tandis que les rames de tram-train sont assemblées.
L'année 2010 voit la construction et l'équipement des quais, les essais de signalisation ferroviaire et la livraison échelonnée des rames.
Les essais du tram-train sur le réseau urbain débutent dans la nuit des 11 et 12 janvier 2010. La ligne est inaugurée le 11 décembre 2010 en même temps que la ligne 3 du tramway de Mulhouse et mise en service le lendemain.
Jusqu'au 10 janvier 2012, les tram-trains étaient parfois affichés comme la ligne « .3 » sur certains supports d'information comme les girouettes ; cette information créait une certaine confusion avec la ligne 3, d'autant que des tram-trains sont parfois utilisés dessus, et a été supprimée à la demande la région Alsace et de Mulhouse Alsace Agglomération.

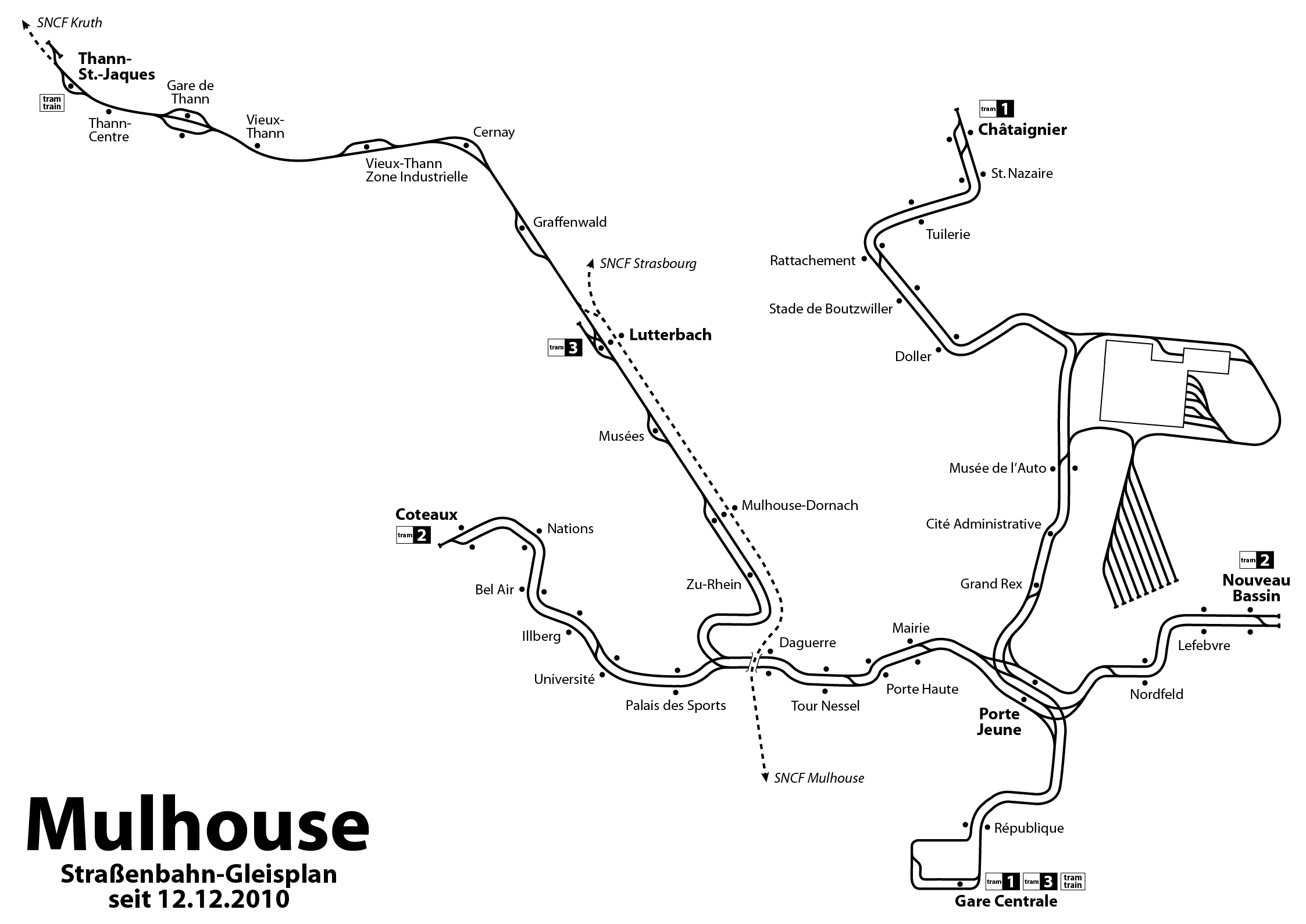
Plan du réseau

## Tracé et stations
La ligne est longue de 22 kilomètres et est implantée intégralement en site propre et en double voie jusqu'à la gare de Mulhouse-Dornach puis en voie unique jusqu'à la gare de Thann-Saint-Jacques.

### Tracé

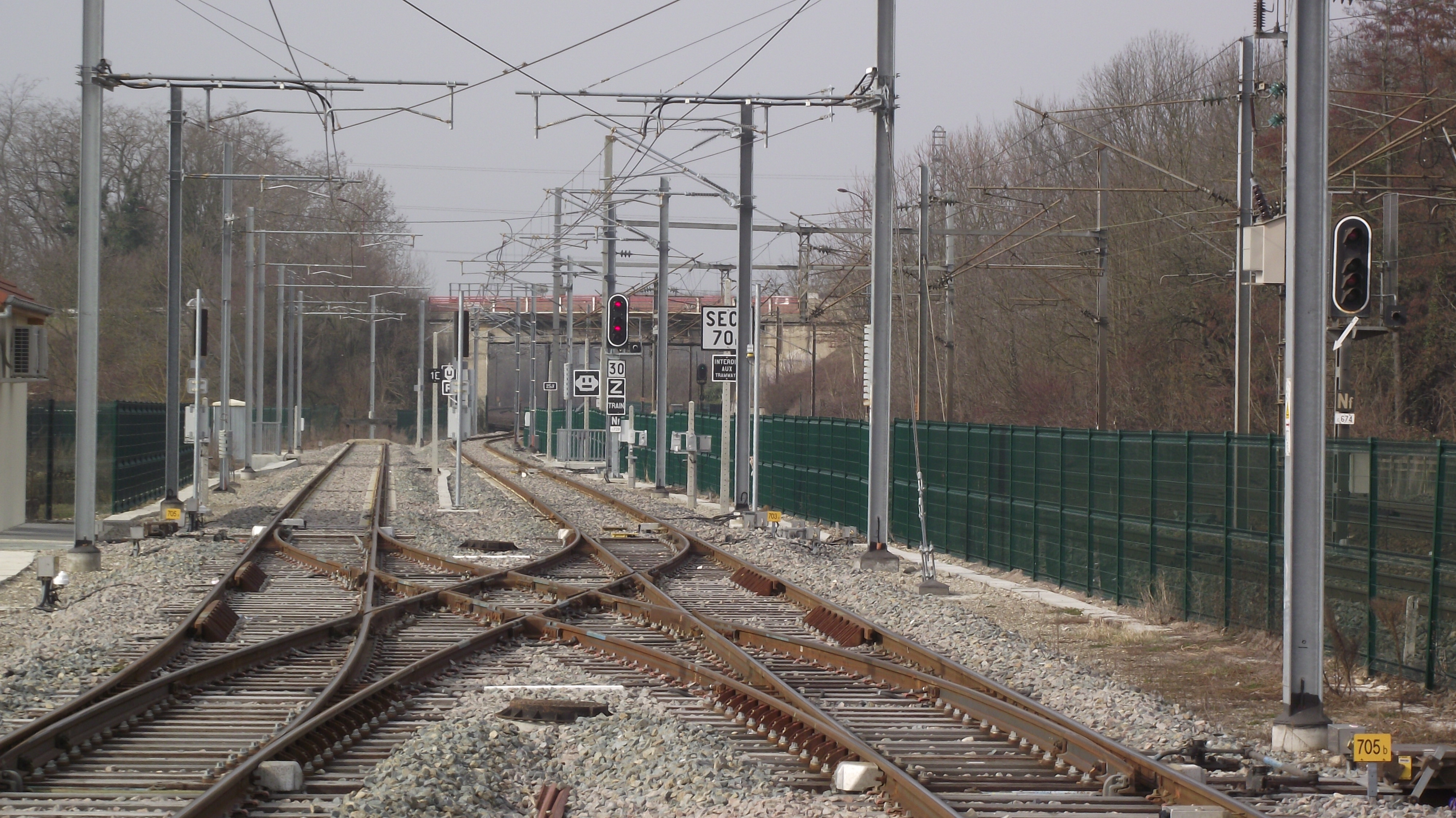
Section de transition entre le réseau tramway et le chemin de fer, à Lutterbach.
La voie de gauche, en impasse, est utilisée pour le rebroussement des rames de la ligne 3 du tramway.

#### Section urbaine
De la gare centrale de Mulhouse jusqu'au rond-point Stricker, le tram-train emprunte les voies utilisées par les lignes 1, 2 et 3 du tramway de Mulhouse puis emprunte jusqu'à la gare de Lutterbach une section commune avec la ligne 3 à l'aménagement très ferroviaire (voies sur ballast, stations aménagées comme des haltes TER, etc.).

#### Section périurbaine
À partir de la gare de Lutterbach, le tram-train continue sur la ligne de Lutterbach à Kruth électrifiée en 25 000 V - 50 Hz pour l'occasion jusqu'à la gare de Thann-Saint-Jacques.

### Aménagements et ouvrages d'art
La venue du tram-train dans la vallée de la Thur a entraîné de nombreuses modifications au niveau des gares avec la pose d'installations de croisement. De même, il a fallu détruire la tranchée couverte de Thann (50 mètres) face à l'hôpital Saint-Jacques de Thann pour faire place à la station du même nom. Au-delà, il a fallu réaménager la plate-forme de la voie pour créer une voie de garage.
Sur la section une nouvelle station a été aménagée à Dornach, face à la gare SNCF, qu'elle remplacera à terme.
Deux autres stations ont été créées : Zu-Rhein, vers la rue du tunnel, et Musées, à proximité de la Cité du train.
La section péri-urbaine de la ligne bénéficie de la création de deux arrêts nouveaux : Vieux-Thann ZI et Thann centre. Ce dernier se veut être un arrêt urbain au même titre qu'une station de tramway.
Un détail intéressant concerne le pont-route de la RN83. Pour éviter de remanier la voie ou de rehausser le pont, la caténaire s'abaisse : sur cette section, le pantographe doit être baissé.

## Stations
La liste des stations figure dans le tableau ci-dessous.
|  |   |  | Stations            | Lat/Long                    | Communes    | Correspondances                                                      |
|  | - |  | ------------------- | --------------------------- | ----------- | -------------------------------------------------------------------- |
|  | ■ |  | Thann Saint-Jacques | 47° 48′ 48″ N, 7° 05′ 38″ E | Thann       | TER Grand Est                                                        |
|  | • |  | Thann-Centre        | 47° 48′ 35″ N, 7° 06′ 06″ E | Thann       | TER Grand Est                                                        |
|  | • |  | Thann Gare          | 47° 48′ 32″ N, 7° 06′ 25″ E | Thann       | TER Grand Est                                                        |
|  | • |  | Vieux-Thann         | 47° 48′ 20″ N, 7° 07′ 12″ E | Vieux-Thann | TER Grand Est                                                        |
|  | • |  | Vieux-Thann ZI      | 47° 48′ 07″ N, 7° 08′ 00″ E | Vieux-Thann | TER Grand Est                                                        |
|  | • |  | Cernay              | 47° 48′ 07″ N, 7° 10′ 25″ E | Cernay      | TER Grand Est                                                        |
|  | • |  | Graffenwald         | 47° 46′ 52″ N, 7° 13′ 28″ E | Wittelsheim | 53 TER Grand Est                                                     |
|  | • |  | Lutterbach Gare     | 47° 45′ 30″ N, 7° 16′ 37″ E | Lutterbach  | 14 17 50 TER Grand Est                                               |
|  | • |  | Musées              | 47° 45′ 02″ N, 7° 17′ 50″ E | Mulhouse    | (Tram) · (3)                                                         |
|  | • |  | Dornach Gare        | 47° 44′ 48″ N, 7° 18′ 31″ E | Mulhouse    | C5 13 14 TER Grand Est                                               |
|  | • |  | Zu-Rhein            | 47° 44′ 38″ N, 7° 19′ 00″ E | Mulhouse    | (Tram) · (3)                                                         |
|  | • |  | Daguerre            | 47° 44′ 33″ N, 7° 19′ 28″ E | Mulhouse    | C5 16 51                                                             |
|  | • |  | Tour Nessel         | 47° 44′ 42″ N, 7° 19′ 43″ E | Mulhouse    | 16 51                                                                |
|  | • |  | Porte Haute         | 47° 44′ 48″ N, 7° 19′ 55″ E | Mulhouse    | 16 Navette centre-ville                                              |
|  | • |  | Mairie              | 47° 44′ 58″ N, 7° 20′ 08″ E | Mulhouse    | (Tram) · (2) · (3)                                                   |
|  | • |  | Porte Jeune         | 47° 44′ 58″ N, 7° 20′ 25″ E | Mulhouse    | C6 C7 16                                                             |
|  | • |  | République          | 47° 44′ 45″ N, 7° 20′ 30″ E | Mulhouse    | 11 58 Navette centre-ville                                           |
|  | ■ |  | Gare Centrale       | 47° 44′ 34″ N, 7° 20′ 35″ E | Mulhouse    | C5 C7 10 11 51 55 56 57 58 59 TGV, TGV Lyria, TER Grand Est, TER 200 |

Les stations en gras servent de départ ou de terminus à certaines missions.

## Exploitation de la ligne
Le service est cadencé à la demi-heure en semaine et le samedi, et à l'heure le dimanche. La semaine, des TER classiques complètent le dispositif pour assurer les correspondances à Mulhouse avec les autres lignes TER Grand Est, notamment le TER 200 en provenance de Strasbourg et Bâle.
De la Gare centrale jusqu'à Lutterbach, le tram-train est doublé par la ligne 3 du tramway ; de ce fait les cadences sur ce tronçon sont de respectivement 15 et 30 minutes puisque les rames passent en alternance. 

### De Mulhouse vers Thann
En semaine, le service de tram-train est cadencé à la demi-heure, avec un départ à la minute 19 et 49 chaque heure de la gare centrale, de 5 h 49 à 19 h 19. Un TER classique par heure complète le système, partant de la gare à la minute 55, avec quelques particularités. En dehors de ce créneau, des circulations sont assurées sans respecter le cadencement, de 4 h 32 à 22 h 42.
Le samedi, le service est quasi intégralement assuré par des tram-trains cadencés la demi-heure, avec un départ à la minute 19 et 49 chaque heure, de 7 h 19 à 19 h 19. En dehors de ce créneau, des circulations sont assurées sans respecter le cadencement, de 6 h 36 à 22 h 40.
Le dimanche, le service est cadencé à l'heure, de 7 h 56 à 17 h 56, avec une particularité : les tram-trains s'arrêtent à Thann et il faut prendre un TER pour continuer jusqu'à Thann Saint-Jacques. Le service est complété par deux circulations en TER. Le service fonctionne de 7 h 14 à 19 h 56.

### De Thann vers Mulhouse

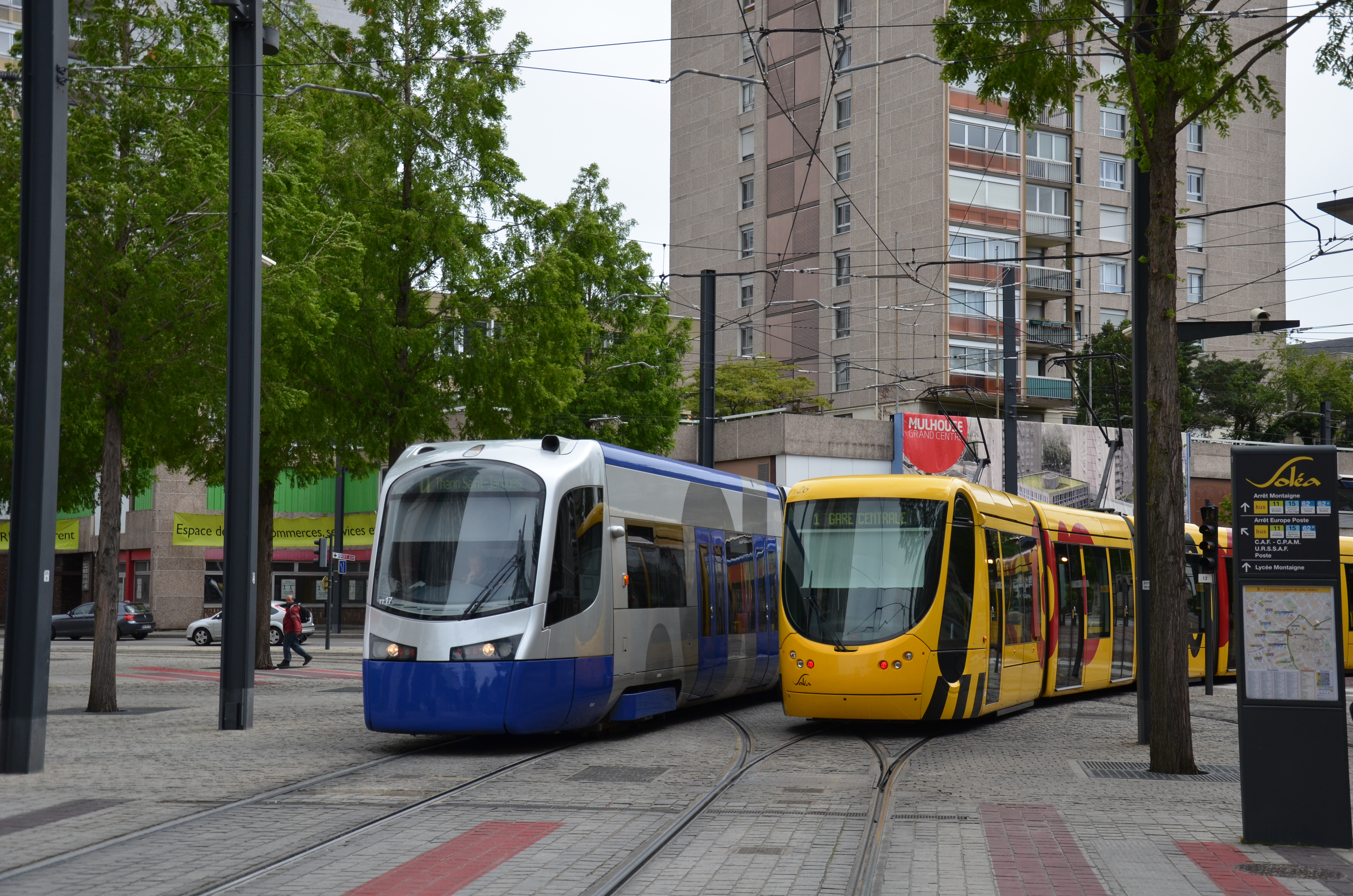
Dans Mulhouse, le tram-train côtoie les tramways du réseau Soléa.

En semaine, le service de tram-train est cadencé à la demi-heure, avec un départ à la minute 25 et 55 chaque heure de Thann Saint-Jacques, de 5 h 25 à 19 h 25. Un TER classique par heure complète le système, partant de la gare à la minute 05, avec quelques particularités. En dehors de ce créneau, des circulations sont assurées sans respecter le cadencement, de 4 h 40 à 22 h 40.
Le samedi, le service est quasi-intégralement assuré par des tram-trains cadencés la demi-heure, avec un départ à la minute 25 et 55 chaque heure, de 7 h 25 à 19 h 25. En dehors de ce créneau, des circulations sont assurées sans respecter le cadencement, de 6 h 36 à 22 h 40.
Le dimanche, le service est cadencé à l'heure, de 7 h 44 à 19 h 45, avec une particularité : les tram-trains partent de Thann et il faut prendre un TER pour continuer jusqu'à Thann Saint-Jacques. Le service est complété par une circulation en TER. Le service fonctionne de 7 h 14 à 19 h 56.

### Temps de parcours
Selon les horaires sur le site officiel de Soléa, le temps de parcours du Tram-train varie en semaine de 42 à 47 minutes. Le dimanche, il peut atteindre 39 minutes.
Selon Vialsace, les temps de parcours sont :
- De Vieux-Thann à la Porte Jeune : 32 minutes[5] (de Vieux-Thann à la gare de Mulhouse, le TER met 22 minutes[6])
- De Saint-Amarin à la Porte Jeune (avec correspondance) : 53 minutes[5]

### Matériel roulant et signalisation

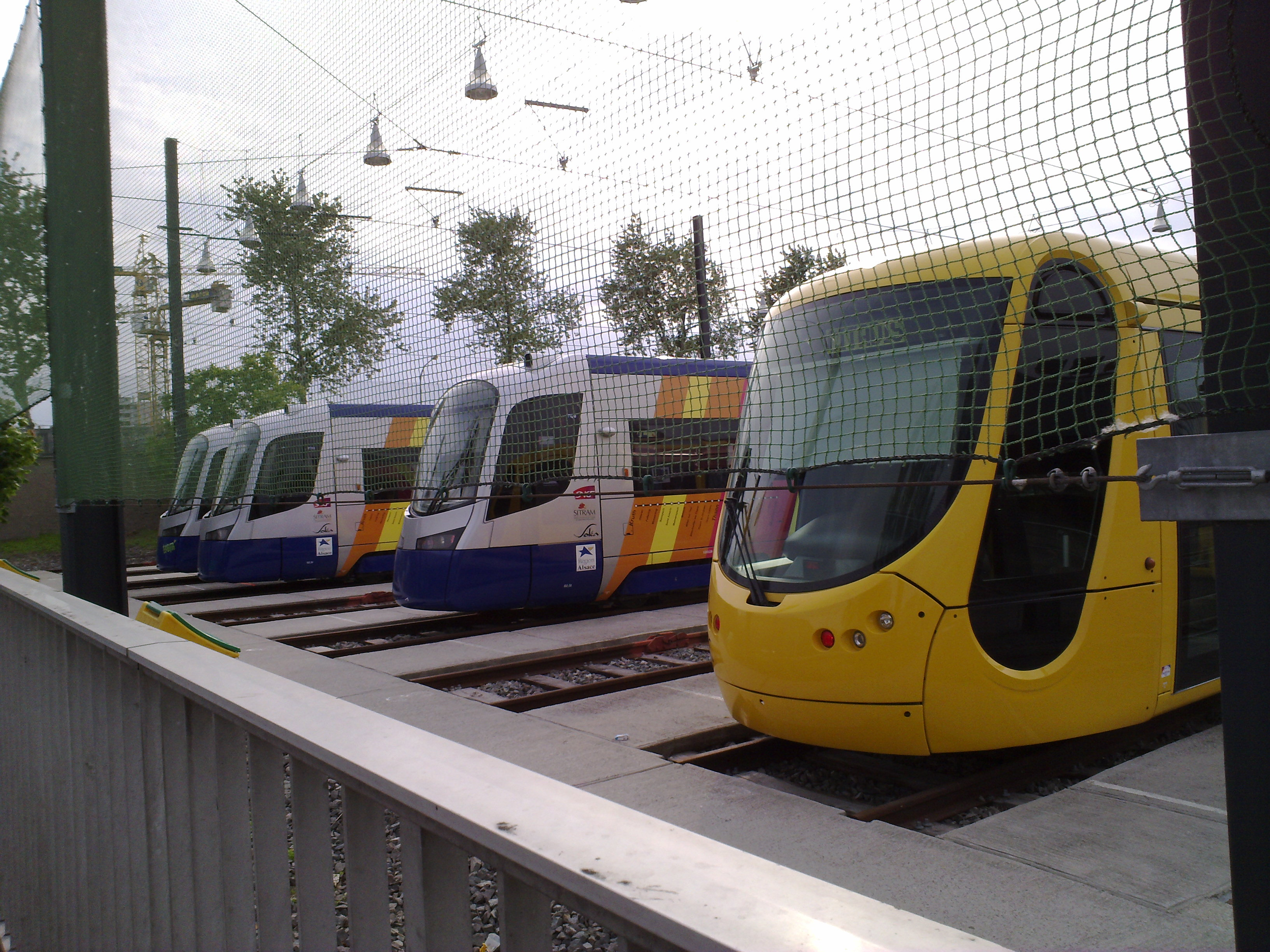
Trois rames de tram-train garées au dépôt de Soléa à côté d'une rame de tramway urbain.

Le service est assuré par onze rames (douze jusqu'en 2024) de tram-train Avanto de Siemens, montées à Duppigheim par l'entreprise Lohr. La rame TT26 est réformée depuis 2024, et sert de banque de pièces.
La décoration intérieure et extérieure des rames a été dessinée par Peret. Elle allie les livrées du TER Alsace et du tramway de Mulhouse.
Ils atteignent sur la ligne une vitesse moyenne de 29 km/h, et une vitesse maximale de 100 km/h.
La signalisation est de type tramway jusqu'à la gare de Lutterbach puis c'est celle de la SNCF sur le reste du parcours.

### Remisage et entretien
Le remise et l'entretien de l'ensemble des rames de tramway, mais aussi de tram-train ainsi que les autobus est assuré au dépôt-atelier de Mertzau au nord de Mulhouse mis en service en 2005.

### Tarification
La mise en service du tram-train a impliqué un nouveau zonage dans la tarification du réseau de transport mulhousien. Désormais, ces zones prennent en compte les voyages à destination des communes desservies par le tram-train, mais situées hors de la communauté d'agglomération Mulhouse Alsace Agglomération (M2A).
- La zone A inclut l'ensemble des communes de la M2A, anciennement subdivisée en deux sous-zones A1 et A2, reprenant les anciennes zones 1 et 2 desservant respectivement le centre et la périphérie de l'agglomération, jusqu'en septembre 2013[7] ;
- La zone B inclut Wittelsheim et Cernay ;
- La zone C inclut Vieux-Thann et Thann ;
- La zone D inclut les communes de la Ligne de Lutterbach à Kruth qui ne sont pas desservies par le tram-train.

Cette dernière zone D n'est utilisée que pour la « tarification intermodale », c'est-à-dire les titres de transport permettant de voyager aussi bien en tramway, bus urbain, autocar interurbain et train TER Grand Est du territoire Mulhouse - Thann - Kruth.
Le 1er juillet 2023, ce fonctionnement est remis à plat par la suppression des titres « Attitudes » et du zonage tarifaire lié : la tarification Soléa s'applique jusqu'à la gare de Graffenwald et la tarification TER s'applique au delà vers Thann.

## Financement

### Financement de l'infrastructure
Le coût total des aménagements d'infrastructure (terrassements, ouvrages d'art, voie, électrification, quais et signalisation) est d'un montant total de 84,4 millions d'euros, répartis entre les différents partenaires au projet.

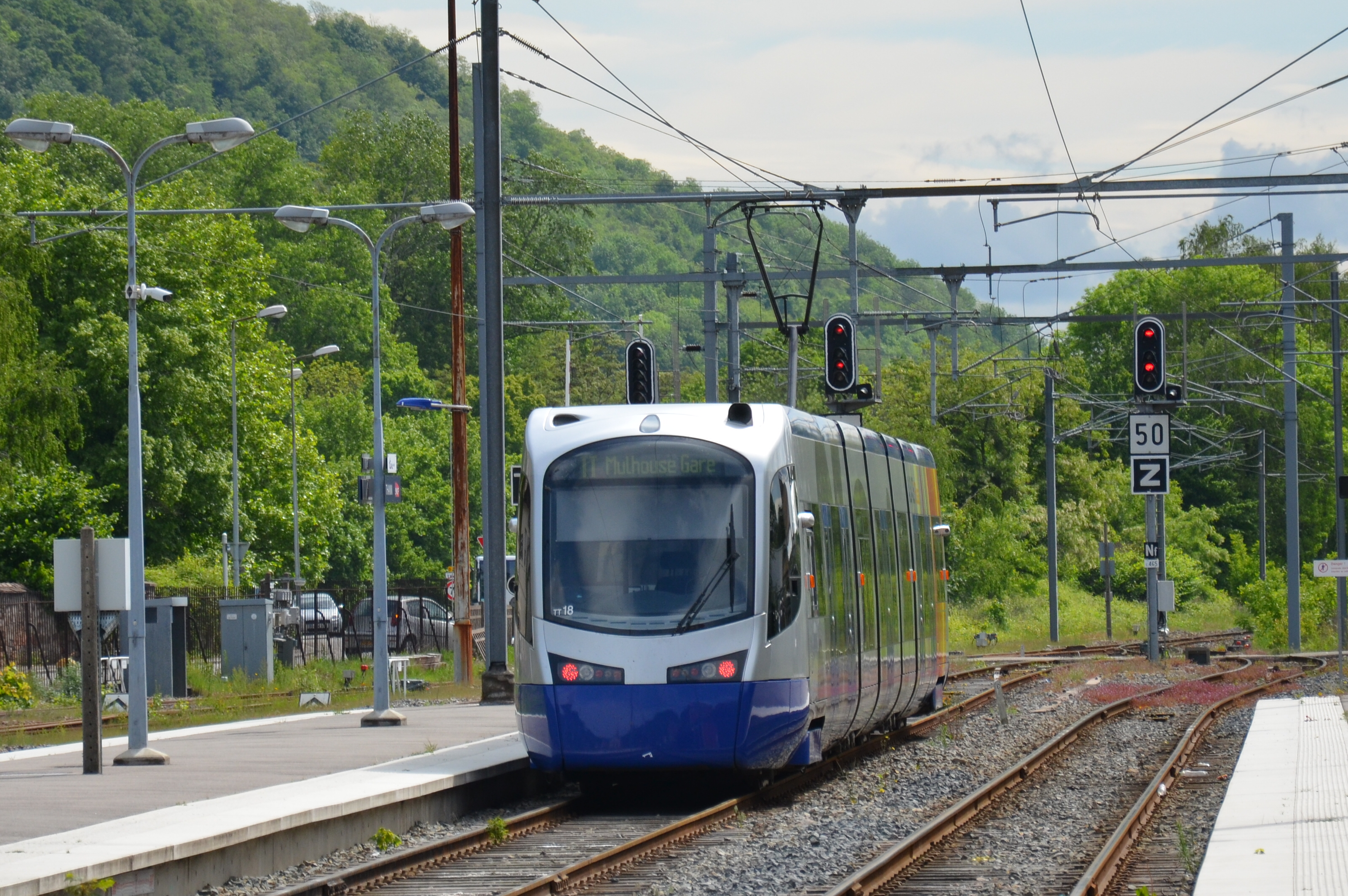
Rame Avanto à la Gare de Thann.

| Partenaires                              | Montant (M€) | % du total |
| État                                     | 27,4         | 32,5 %     |
| dont soutien du plan de relance          | 8,5          |            |
| Région Alsace                            | 29,9         | 35,4 %     |
| Département du Haut-Rhin                 | 10,5         | 12,4 %     |
| SITRAM (représentant Mulhouse et la M2A) | 8            | 9,5 %      |
| Réseau ferré de France                   | 7,6          | 9 %        |
| SNCF                                     | 1            | 1,2 %      |
| Total                                    | 84,4         | 100 %      |

### Financement du matériel roulant

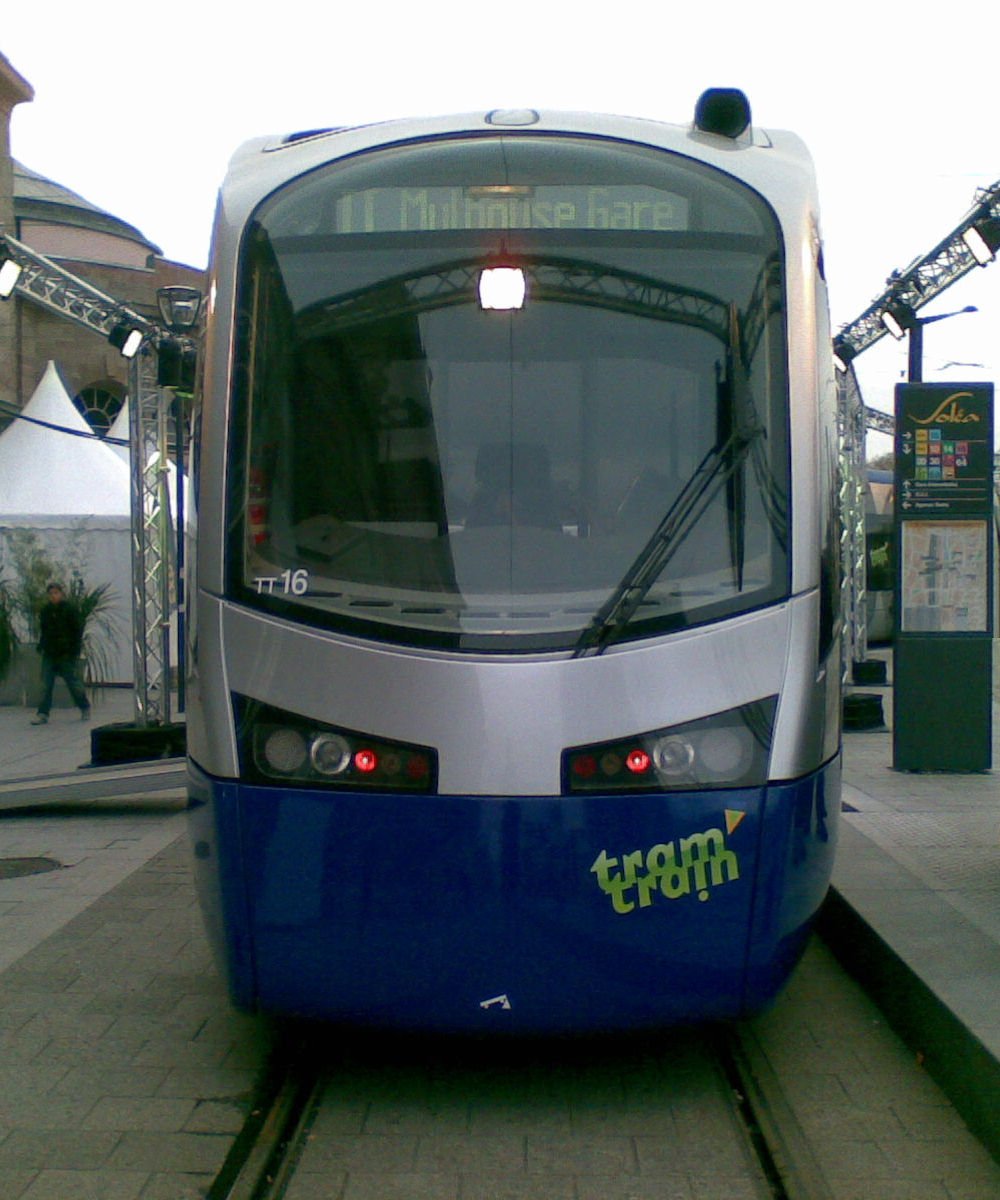
Avant d'une rame Avanto du tram-train.

C'est la région Alsace et le SITRAM (Syndicat intercommunal des transports de l’agglomération mulhousienne), qui représente la commune de Mulhouse ainsi que la Communauté d'agglomération de Mulhouse (Mulhouse Alsace Agglomération), qui se sont réparti le financement des rames de tram-train et de l'atelier-dépôt de ces rames. La région Alsace a confié la commande du matériel roulant à la SNCF.
|                                | Coût (M€) |
| Rames de tram-train            | 52,9      |
| Atelier-dépôt des trams-trains | 9,8       |

## Projets futurs

### Extension jusqu'à Kruth
À l'origine, le tram-train devait circuler jusqu'à Kruth. Le 26 novembre 2005, le comité de pilotage annonce le phasage du projet pour raisons budgétaires, d'où son terminus actuel à Thann. Un budget de 2 millions d'euros est prévu dans le contrat de projets État-Région 2007-2013, afin de réaliser les études relatives à l'extension du tram-train jusqu'à Kruth.
Néanmoins, le 7 juin 2016, les élus de la communauté de communes de la Vallée de Saint-Amarin demandent au président de la région Grand Est de ne pas poursuivre cette extension vers la gare de Kruth, et de ramener le terminus du tram-train à la gare de Thann afin d'éviter que les trams-trains ne franchissent le passage à niveau n°22 coupant la RD1066, considéré comme un point noir de la circulation dans la vallée.

### Dans le reste du Haut-Rhin
La région Alsace a inscrit dans le contrat de projet 2013 des moyens financiers pour l'étude de la modernisation de la ligne de Bollwiller à Lautenbach qui pourrait être parcourue, si option retenue, par des rames Tram-Train entre le centre de Mulhouse et Guebwiller-Florival. Ce projet est évoqué sous l'appellation courante et spontanée  « tram-train Mulhouse-Florival » (soit la vallée de la Lauch)[réf. nécessaire] qui impose l'électrification et la mise à niveau de la ligne actuellement non exploitée, le reste du parcours se faisant sur la ligne de Strasbourg-Ville à Saint-Louis. L'éventuel tram-train du Florival, serait interconnecté avec le tram-train Mulhouse Vallée de la Thur et compatible avec le projet de gare (ou d'arrêt) TGV Mulhouse-Lutterbach, plate-forme multimodale envisagée dans le cadre de la réalisation de la seconde phase, partie Est, de la LGV Rhin-Rhône[Lequel ?][réf. nécessaire].

## Philatélie
La poste française émet un timbre-poste en taille douce le 17 janvier 2011.

## Tourisme
Le tram-train dessert, du sud au nord, les lieux d'attraction et monuments suivant :
- La chambre de commerce et d'industrie Sud Alsace Mulhouse ;
- Le musée de l'Impression sur étoffes ;
- Le port de plaisance de Mulhouse ;
- Le centre historique de Mulhouse avec notamment : la rue du Sauvage, la place de la Réunion, le théâtre de la Sinne, le musée des Beaux-Arts de Mulhouse, le lycée Jeanne d'Arc et la tour du Bollwerk ;
- La tour de l'Europe ;
- Le centre commercial Porte Jeune ;
- Le lycée Michel-de-Montaigne ;
- La mairie de Mulhouse ;
- Les bains municipaux ;
- La sous-préfecture de l'arrondissement de Mulhouse ;
- La bibliothèque municipale ;
- La faculté des sciences économiques, sociales et juridiques de Mulhouse ;
- Le quartier de la Fonderie ;
- La Haute École des arts du Rhin ;
- Le quartier et ancienne commune de Dornach ;
- La cité du train ;
- Le musée Electropolis ;
- La commune de Lutterbach ;
- L'ancien puits Joseph-Else des mines de potasse d'Alsace (où se trouve le musée des mines de potasse) ;
- La vallée de la Thur ;
- La collégiale Saint-Thiébaut de Thann.